# FALKEN
FALKEN（ファルケン）は、1983年に誕生したオーツタイヤ、及び同社を買収した住友ゴム工業のタイヤのブランドである。

## 概要
「ファルケン（FALKEN、ドイツ語で「鷹」の意）」のブランドネームで知られ、2003年に住友ゴム工業がオーツタイヤを買収した後、同社のグローバルブランドとして、欧米を中心に販売している。スポーツマーケティングを積極的に行っており、2015年からはメジャーリーグベースボール、欧州サッカー、レッドブル・エアレース・ワールドシリーズなどの協賛を行っている。
FALKENはブランドステートメント「ON THE PULSE-高鳴る鼓動、動き出す瞬間」を掲げ、品質評価の厳しい欧州市場を始め、米国、インド、中国、豪州へマーケットを広げている。

## タイヤブランド

### 主な製品ブランド

AZENIS FK510

2023年現在、オーツタイヤ時代から展開していたFALKENブランドが、住友ゴム工業より製造・販売されており、
近年はADAC誌、Auto Bild誌などの欧州雑誌テストでも高評価を獲得している。
基本的には住友ゴム工業の保有ブランドであるダンロップと同じ技術が採用されており、同社の得意とする低燃費性能や運動性能に優れている。
- AZENIS（アゼニス）

フラッグシップスポーツタイヤ及びSタイヤ。
名前の由来は、英語の「Age(時代)」「Zenith(頂点)」から、時代の頂点を意味する。
- ZIEX（ジークス）

スポーティー＆コンフォートタイヤ。1990年代以降長年主力ブランドとして発売されている。
名前の由来は、ドイツ語の「Ziel(目標・志)」から。
- WILDPEAK（ワイルドピーク）

SUV、4×4用タイヤ。名前の由来は、英語の「Wild(野生の)」「Peak(峰)」から。
- W１１

ドレスアップバン用タイヤ。

### かつて販売されたブランド
- GR（ジーアール）、GRβ（ジーアールベータ）シリーズ

スポーツタイヤ。FALKENブランドを最初に称したファルケンGの後継であり、1999年のAZENIS及びDIGNEOブランド登場以前はフラッグシップだった。
1980年代末～1990年代にかけてGR、GRβ、GRβ RStune、GRβ RStuneII、GRβ RS-410S、GRβ FK451など多くの製品が発売され好評を博すが、2001年以降はAZENISブランドへ統合された。
なお、国内展開終了後も（主にダンロップブランドが使えない国での）海外向けにGRβブランドは継続して展開されていたが、現在はAZENIS FKとして統合された。
- LANDAIR（ランドエアー）

SUV/ミニバン用タイヤ。2009年に行われたブランド展開縮小によりAZENIS,SINCERA WGと共に消滅となった。
- SINCERA/LANDAIR  WG

ミニバン専用タイヤ。当初はLANDAIRブランドで展開されていたがモデルチェンジを機にSINCERAブランドへ変更。
- DIGNEO（ディグネオ）

プレミアムコンフォートタイヤ。1代限りで消滅。LINAM（ライナム）
- SINCERA（シンセラ）

スタンダードタイヤ。名前の由来は、英語の「Sincerely(誠実)」から。
- LINAM（ライナム）

商用車用タイヤ。
- ESPIA（エスピア）

スタッドレスタイヤ。名前の由来は、ドイツ語の「Eis(氷)」「Utopia(理想郷)」から。
2018年9月の新製品投入が最後

## エアレース

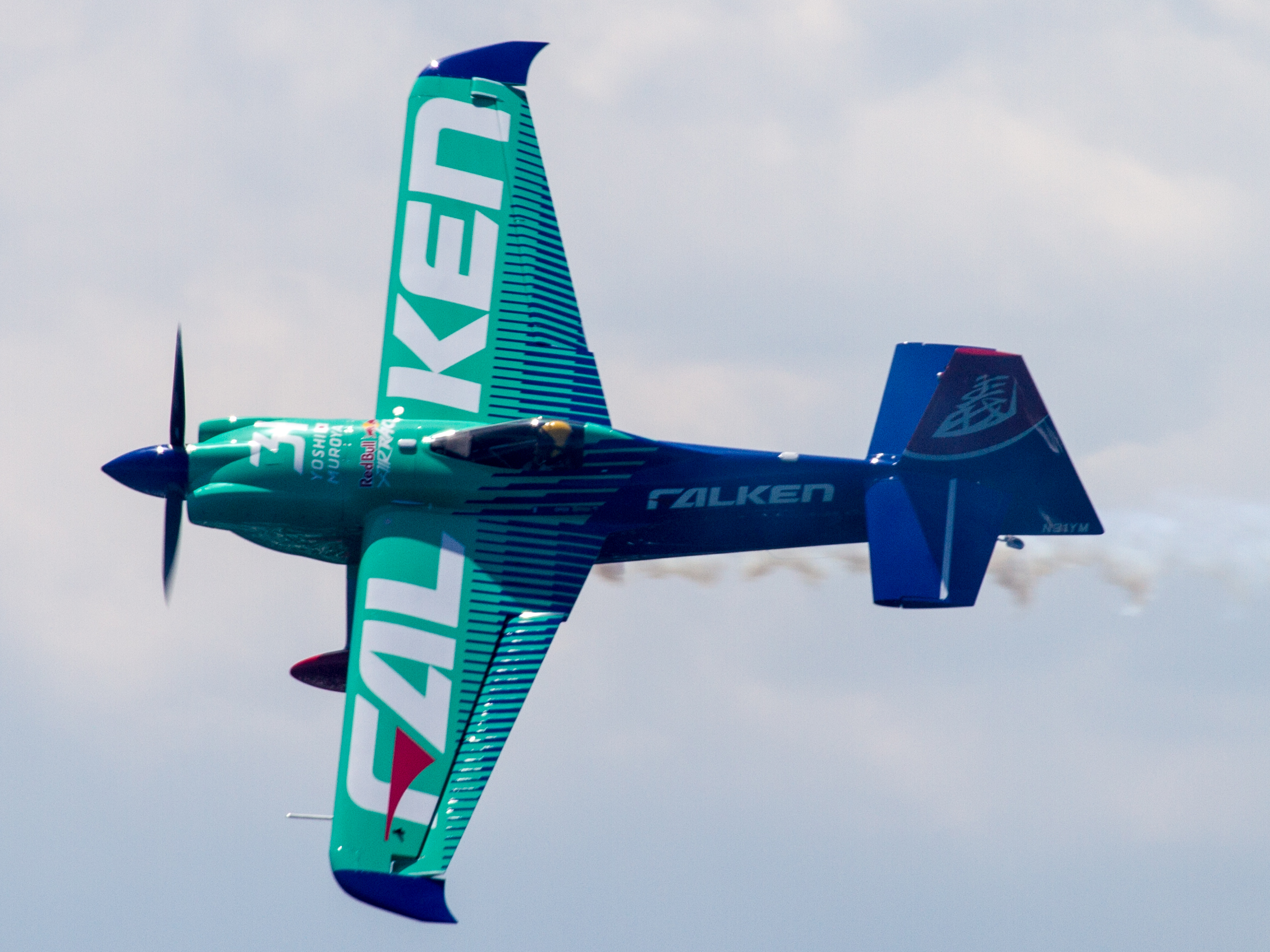
ファルケンカラーのジブコ エッジ540（2017年千葉大会）

レッドブル・エアレース・ワールドシリーズに参戦する室屋義秀とサポート契約を結び『Team FALKEN』として参戦（2015年千葉大会から）している。主翼とパイロットスーツの前面に『FALKEN』のロゴを掲示している。チームカラーは2016年まで以前からのシルバーだったが、2017年第2戦からはFALKENカラーとなった。住友ゴム工業はレッドブル・エアレースが日本で開催される際のナショナルパートナーでもある。
2017年、Team FALKEN（室屋義秀選手）はFinal4で1:03.026秒（ノーペナルティ）でコースレコードを記録。2017年度シーズン4度目の優勝、そして初の年間総合優勝を果たした。

## モータースポーツ

### ニュルブルクリンク24時間レース
ニュルブルクリンク24時間レースに国内自動車メーカーに先駆け、1999年より「ファルケン・モータースポーツ」として参戦を続けており、またオフィシャルスポンサーとして、同レースに協賛することでモータースポーツの発展に貢献している。2015年には最高位、総合3位を獲得した。2017年には同一チーム内でポルシェ・911 GT3 RとBMW・M6 GT3と言う2種類の車両を出走させた (#44 ポルシェ・911はリタイア、＃33 BMW M6は8位完走)。また欧州法人は他のニュル参戦チームへのタイヤの供給も行い、2016年からはスバル・WRX STIチームにもFALKENタイヤを供給している。

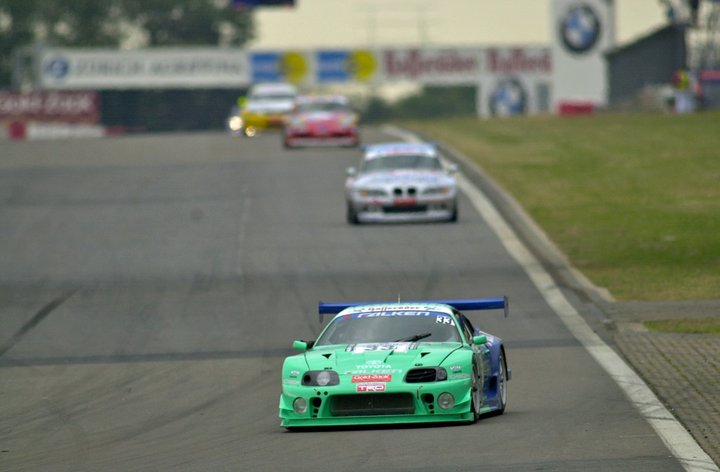
トヨタ・スープラ（2000年）
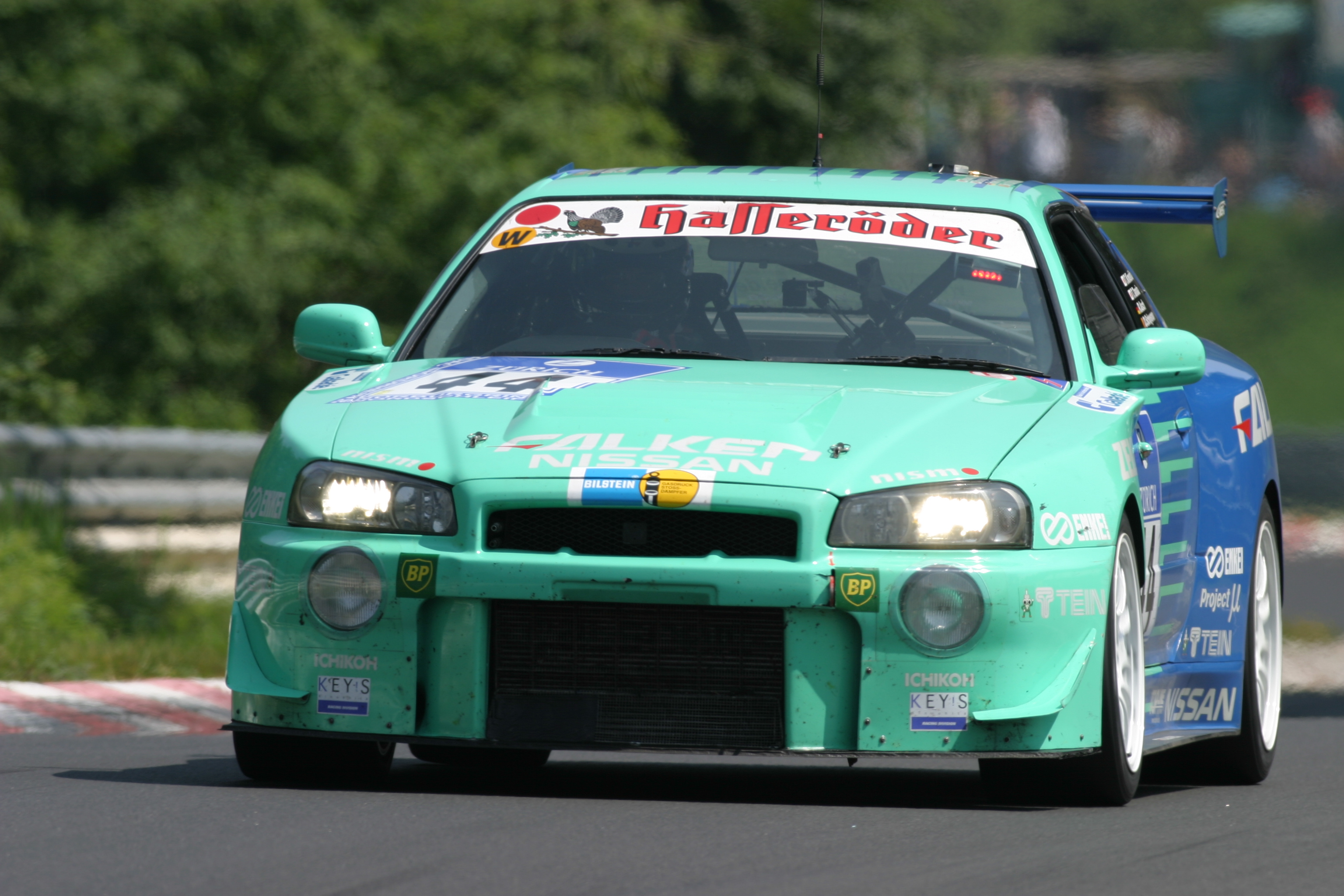
日産・スカイライン GT-R（R34、2003年）
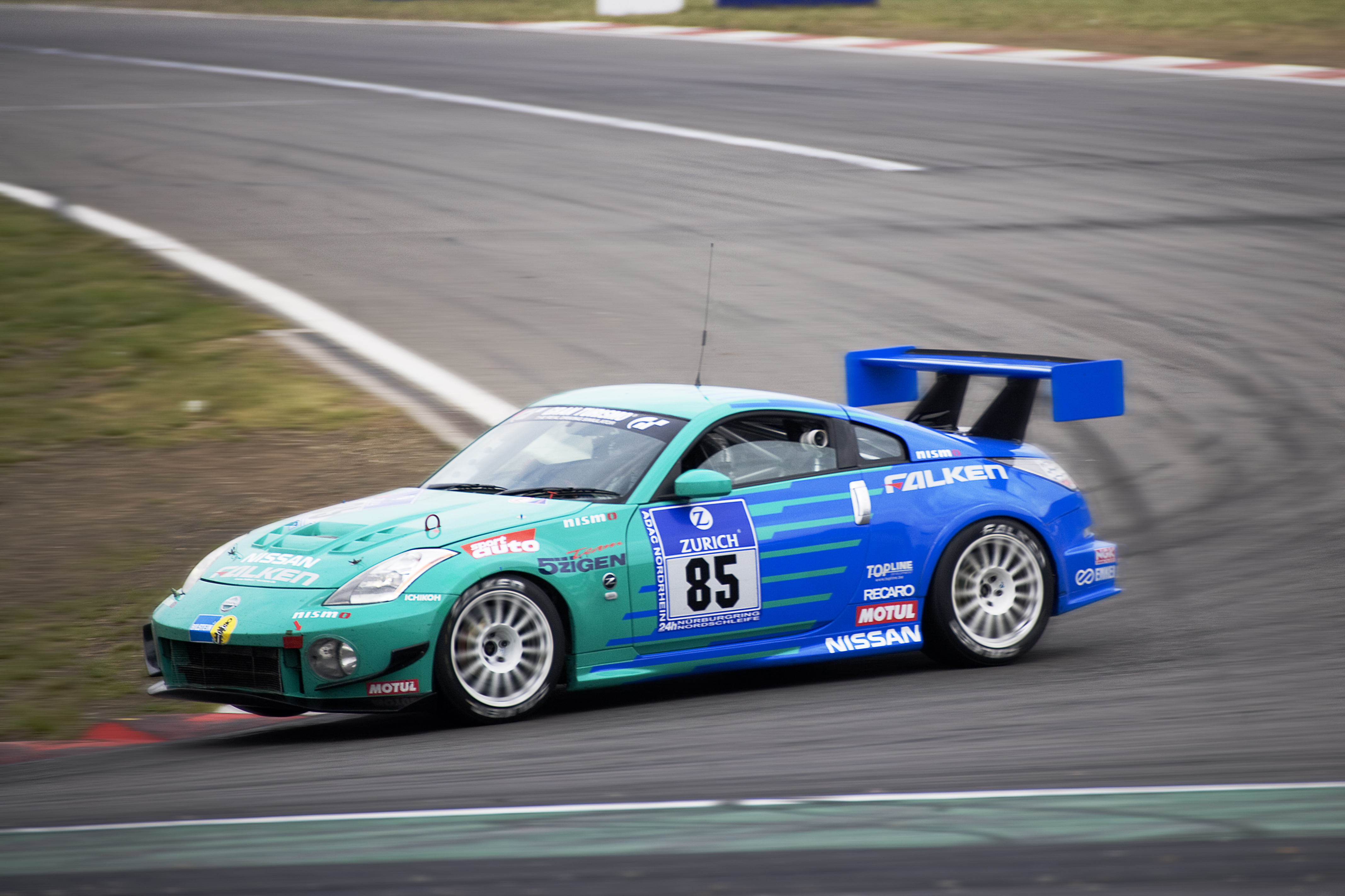
日産・フェアレディZ（2008年）
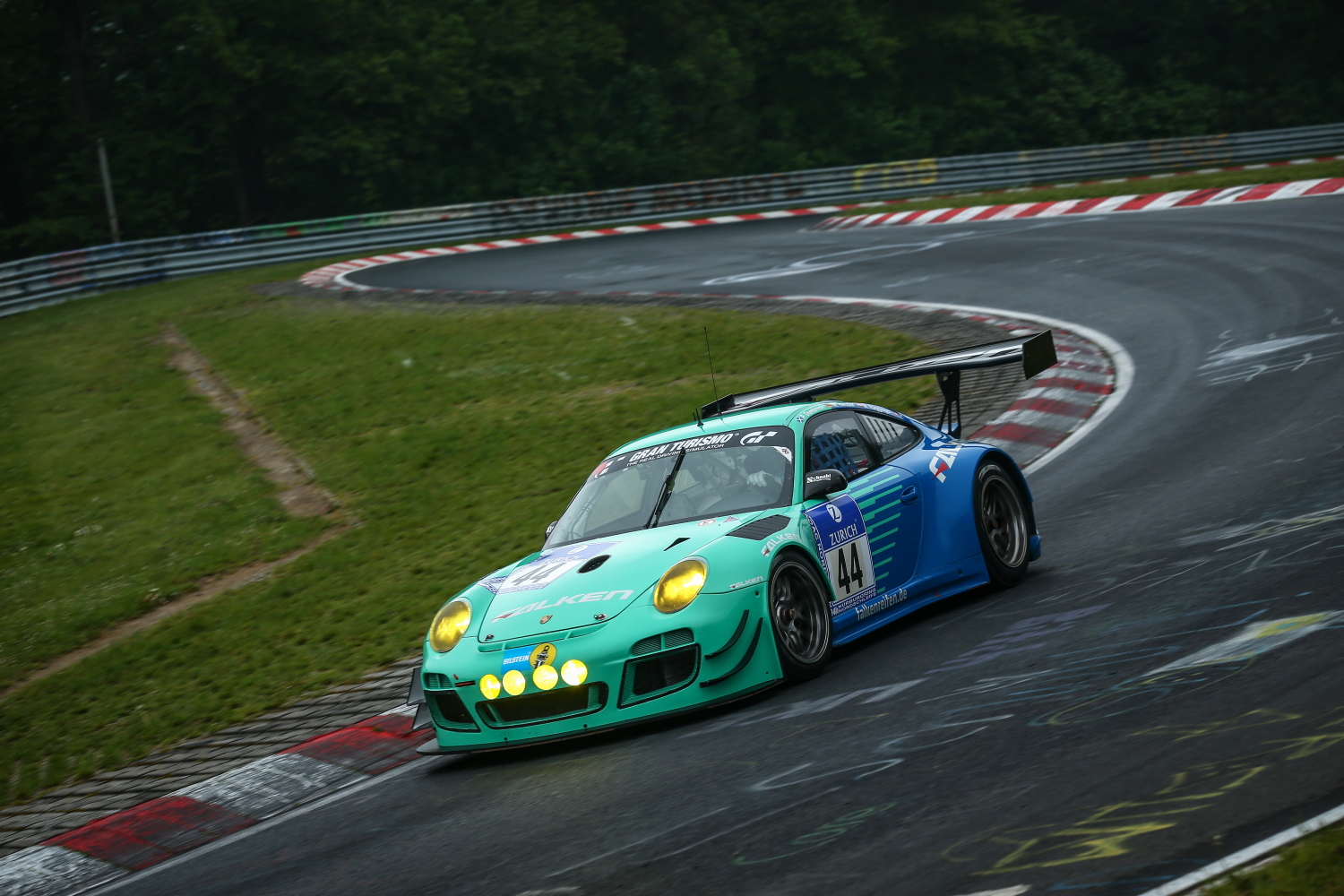
ポルシェ・911 GT3 R（2015年）
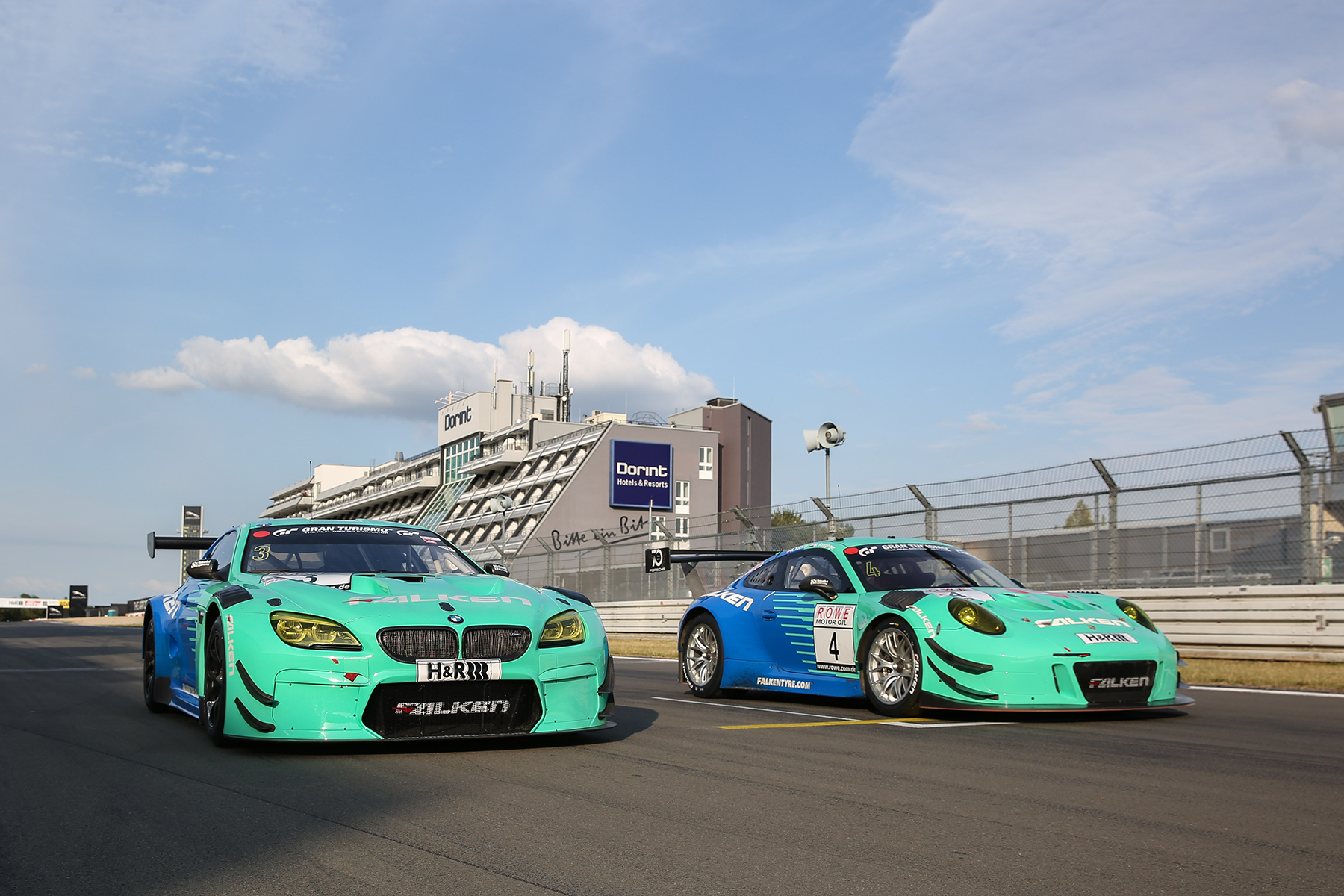
BMW・M6 GT3、ポルシェ・911 GT3 R（2018年）

### その他のレース
2008-15年にかけてアメリカン・ル・マン・シリーズ、ユナイテッド・スポーツカー選手権に、ポルシェ・911 RSRで参戦。プチ・ル・マンを含む6度のクラス優勝を飾った。
フォーミュラDでは2011年に、FALKENがサポートする吉原大二郎がシリーズチャンピオンを獲得した。